# 海飞丝
海飞丝（英語：Head & Shoulders）是宝洁公司（Procter & Gamble）的一款洗髮精产品，属于中档洗髮乳品牌。1985年進入台灣，1986年进入香港，1988年进入中国大陸，以“去头皮屑”为其特点。

## 系列產品

### 香港、澳門、台灣（海倫仙度絲）
- 潔淨保濕系列
- 深層潔淨系列
- 絲滑柔順系列
- 薄荷舒爽系列
- 水潤滋養系列
- 檸檬草系列
- 檸檬清爽系列
- 清爽控油系列
- 海洋活力系列
- 海洋清新系列
- 敏感呵護系列
- 止癢呵護系列
- 根源防斷系列
- 強韌防斷系列
- 護根防掉髮系列
- 防斷韌髮系列
- 蘋果清新系列
- 舒癢水潤系列
- 絲源賦活組合系列
- 男士根源健髮強韌系列
- 男士健髮強韌系列
- 男士活力控油勁爽系列
- 男士活力勁爽系列
- 男士舒緩止癢系列
- 男士多效保濕系列
- 男士淨爽控油系列
- 男士深層淨透系列
- 男士有效淨透系列
- 致美潤澤系列
- 致美柔順系列
- 致美強韌系列
- 0%矽靈致美系列（0%矽靈致美頭皮淨化液和0%矽靈微米淨透水潤致美去屑洗髮乳）
- 小蒼蘭舒緩香氛系列
- 茉莉花舒緩香氛系列
- 朝曦橙花舒緩香氛系列
- ScalpX防掉髮系列
- 定製去屑輕和系列（淨感水潤型）
- 定製去屑深層系列（去油淨澈型）
- 定製去屑科研系列（瞬效止癢型和去油淨澈型）
- 頭皮油水平衡系列（保水舒緩型、控油蓬鬆型和淨爽止癢型）

### 中國（海飞丝）
- 深层洁净型系列
- 深度洁净型系列
- 丝质柔滑型和丝滑柔顺型系列
- 怡神舒爽型系列
- 怡神冰涼型系列
- 水润滋养型和润泽滋养型系列
- 柔润滋养型系列
- 柔润修护型系列
- 莹采乌黑型系列
- 乌黑强韧型系列
- 黑亮强韧型系列
- 清爽控油型和清润平衡型系列
- 清爽去油型系列
- 海洋活力型和清润平衡型系列
- 海洋清新型系列
- 轻柔呵护型系列
- 植物净翠型系列
- 止痒呵护型系列
- 护根防掉型和养发强韧型系列
- 护根防掉发型、养发强韧型和护根强韧型系列
- 女士护根防掉型系列
- 护根强发型系列
- 护根韧发型系列
- 防断韧发型系列
- 苹果清新型系列
- 多效水润护理型系列
- 舒痒水润型系列
- 丝源复活组合系列
- 丝源复活组合头皮保湿系列
- 丝源复活组合头皮净化系列
- 丝源复活组合男士头皮爽健强根系列
- 活力劲爽型奥运尊享版系列
- 男士强根护发型系列
- 男士强根防掉型系列
- 男士劲感护根型系列
- 男士劲感强根型系列
- 男士活力酷爽型系列
- 男士劲感酷爽型系列
- 男士舒缓止痒型系列
- 男士多效水润动能型系列
- 男士劲感水润型系列
- 男士净爽去油型系列
- 男士劲感去油型系列
- 男士多效易打理型系列
- 男士劲感净透型系列
- 致美水润系列
- 致美顺泽系列
- 致美强韧系列
- 致美无硅油系列
- 致美精华系列
- 致美微米系列
- 香氛幽香馥郁系列
- 香氛恬雅清新系列
- 海盐净油型系列
- 季节专研系列
- 定制去屑轻和系列（净感润发型和护根韧发型）
- 定制去屑深透系列（控油净澈型和止痒”型）
- 定制去屑专研系列（瞬感舒痒型、控油排油型和刺激防护型）
- 简系列
- 头皮护理系列（头皮补水型、控油蓬松型和深透净爽型）
- 头皮专研系列（控油蓬鬆型和淨爽止癢型）
- 泡沫洗发水系列（控油止痒、控油蓬松型和净爽止痒型）

## 主要成分
1. ZPT，是一种除真菌的化学成分，所以海飞丝能够起到防止头皮屑的作用。

## 副作用
- 可能導致皮膚過敏。